# Arctosa rufescens
Arctosa rufescens este o specie de păianjeni din genul Arctosa, familia Lycosidae, descrisă de Roewer, 1960.
Este endemică în Camerun. Conform Catalogue of Life specia Arctosa rufescens nu are subspecii cunoscute.